# James (geslacht)
James is een uit de Drôme afkomstige, vanaf de 18e eeuw in Nederland gevestigde familie.

## Geschiedenis
De stamreeks begint met Gontard James die in 1630 te Allan (Drôme) als huiseigenaar vermeld wordt. Zijn achterkleinzoon vestigde zich in Genève waar hij in 1722 burger werd. Diens zoon en kleinzoon waren horlogemaker in die stad. Een achterkleinzoon werd Waals predikant in Breda en werd het hoofd van het in Nederland gevestigde geslacht. In 1946 werd het geslacht opgenomen in het genealogische naslagwerk Nederland's Patriciaat.

## Enkele telgen
Ds. Louis Gabriel James (1795-1867), Waals predikant
- Jean Armand James (1832-1911), dirigerend officier van Gezondheid
  - Cornelia Johanna Helena James (1862-1951); trouwde in 1887 met prof. Abraham Frans Gips (1861-1943), hoogleraar te Delft en kunstschilder
  - Jan Alexander Gabriel James (1864-1942), kolonel artillerie
    - Mr. dr. Karel Frederik Otto James (1899-1976), burgemeester van Gouda
- Ds. Henry Jacques James (1841-1915), Nederlands-Hervormd predikant; trouwde in 1867 met jkvr. Cornelia Adriana Johanna van Hogendorp (1842-1916), telg uit het geslacht Van Hogendorp
  - Ds. Suerus Hermanus Johannes James (1877-1960), Nederlands-Hervormd predikant
    - Prof. dr. Johannes James (1928-2018), hoogleraar weefselleer

Geslachten die opgenomen zijn in het sinds 1910 verschijnende genealogische naslagwerk Nederland's Patriciaat. Lijst volgens opgave van het CBG Centrum voor familiegeschiedenis.
A · B · C · D · E · F · G · H · I · J · K · L · M · N · O · P · Q · R · S · T · U · V · W · Y · Z